# 団鬼六
団 鬼六（だん おにろく、1931年4月16日（戸籍上は9月1日） - 2011年5月6日）は、日本の小説家・脚本家・演出家・エッセイスト・映画プロデューサー・出版人。

## 概要
SMものなどの官能小説の第一人者として著名である。代表作に『花と蛇』。多くの作品が映画化された。作家活動の他、鬼プロダクションを設立して、ピンク映画やSM雑誌を手掛けた。将棋雑誌の出版も行った。
本名は黒岩幸彦（くろいわ ゆきひこ）。初期のペンネームに黒岩松次郎、花巻京太郎。なお、本人の弁によると“鬼六”の読みは、“おにろく”でも“きろく”でもどちらでも構わないとのこと。

## 来歴

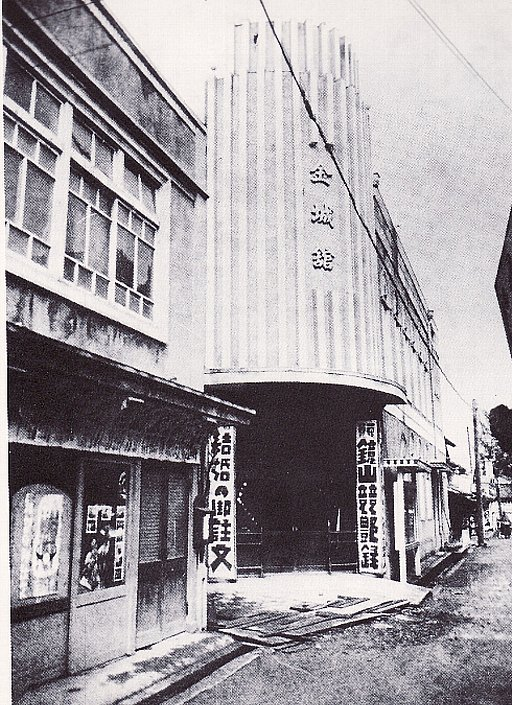
彦根市場商店街にあった映画館。団鬼六はこの映画館の経営者の長男として生まれた。

### 学生時代
滋賀県彦根市の映画館「金城館」を経営する父のもとに生まれ、幼い頃から映画を楽しむと同時に実家の映画館は遊び場でもあった。しかし1943年に父が相場に失敗し、1944年に大阪の軍需工場に勤め始めたため、中学から大阪育ちとなった。
関西学院中学部・関西学院高等部を経て、関西学院大学法学部卒業。まれに関西大学卒業という紹介が見受けられるが、この二つは全く違う大学であり誤りである。中等部時代に、戦時により勤労動員に駆り出されて尼崎の軍需工場で働いた。高等部時代の1947年に創刊されたSM雑誌『奇譚クラブ』に夢中になり、自分の性癖を意識することとなる。またこの頃に演劇部を設立し、兵庫県学生演劇コンクールで自らの脚本が一等賞を受賞。1949年には学生会長を務めた。学生時代は『奇譚クラブ』の他、井原西鶴作品や岡本綺堂の『半七捕物帳』を愛読した。
大学時代は、軽音楽部にマネージャー兼歌手として入部し、この頃高島忠夫と出会った。その他、「劇団エチュード」を設立したり、西鶴研究会にも参加していた。高島以外にキダ・タロー、藤岡琢也とも同期であった。

### 作家デビュー後
1955年、父親ゆずりの投機癖で、小豆相場に失敗して多額の借金を抱える。同年、先に東京に出ていた妹・三代子を頼って上京し、洋画と軽音楽を紹介する映画雑誌『スターストーリー』に翻訳要員として入社するが、編集長と喧嘩して四カ月で退社。
1956年、『オール讀物』の第9回オール新人杯で、黒岩松次郎名義の「浪花に死す」が佳作入選となり、また『奇譚クラブ』の懸賞小説に投稿したSM小説「お町の最後」（花巻京太郎名義）が1位入選。日劇ミュージックホールの照明係など職を転々とする。
1957年、文藝春秋のオール讀物第11回新人杯に黒岩松次郎名義の「親子丼」で次席入選する。1958年、母親に紹介された文藝春秋社の香西昇の紹介にて、入選作などを収録した短編集にして最初の著書、五月書房刊『宿命の壁』（黒岩松次郎名義）を刊行。自身の先物相場や株取引の経験を元に、相場師を主人公とする経済小説・相場小説を執筆し、このうち1958年に刊行した『大穴』は、1960年に松竹で杉浦直樹主演で映画化されている。
映画原作料などで、新橋の国際マーケット街でバーの経営者となるが、バーは赤字であり、さらに相場に再び手を出して借金を作る。最終的に500万円ほどの借金を抱えてバーを手放し、バーの前経営者の妹だった女性英語教師の紹介で、1962年三浦市三崎の中学校の英語教員となる。1963年にその英語教師の女性と最初の結婚。

### 「花と蛇」で一世を風靡
当時個人的に書いていた猥文を、1961年頃から変名で（覆面作家として）『奇譚クラブ』に投稿するようになった。1962年8・9月合併号で花巻京太郎名義で書いた「花と蛇」が評判となって連載が決まり、教師をしながら官能小説を執筆する。本作はSMマニアだけでなく世間一般に大反響を呼び、その後連載は断続的ではあるが13年間続くこととなる。1965年、アメリカのテレビ番組の吹替製作会社「テレビ放送」に入社するため、教師をやめて上京。ピンク映画の脚本も執筆するようになり、やがて官能小説の第一人者となる。
ピンク映画の脚本の執筆を依頼されたのをきっかけに自身で、1969年、プロダクション「鬼プロダクション」（通称「鬼プロ」）を立ち上げた。その後鬼プロはピンク映画を製作するとともに、1972年にSM専門誌『SMキング』を発行、1970年代の草創期SMシーンをけん引した。
1974年、日活ロマンポルノ初のSM映画「花と蛇」は大ヒットし、以後2022年6月現在までに計9回映画化された。このため、1970年代から1980年代にかけて日活ロマンポルノのドル箱であるSM映画の原作者として活躍し、SM映画の巨匠として日活に大きな影響力を持っていた。また篠山紀信を写真家に起用してのSM写真集の出版なども手がけた。
1984年に角川書店からSM小説文庫刊行。
1987年に横浜に5億円、16部屋の豪邸（通称「鬼六御殿」）を建てたが、再度借金苦に陥り、1994年頃に手放した。

### 断筆宣言から復活へ
1989年に作家としては断筆宣言をするも、一方では将棋ジャーナルのコラム等を書いていた。平成になっても過去の作品人気は、衰えなかった。1995年に『真剣師・小池重明』で作家として復活し、約10万部のベストセラーとなった。以後、死去の直前までエンターテイメント作品の発表を続けていた。慢性腎不全で闘病中でもあった。
2011年5月6日午後2時6分、食道癌のため東京都文京区の順天堂大学医学部附属順天堂医院で死去。79歳没。戒名は戯生院法幸団徳信士。

## 人物

### ペンネーム
初期は黒岩松次郎、花巻京太郎を使い、1963年の『花と蛇』再開時から団鬼六のペンネームを用いる。団鬼六の由来は、大ファンだった女優の団令子の姓の団、エロ小説の鬼という意味の鬼、昭和6年生まれだからという六の組み合わせである。

### 将棋アマ六段
将棋はアマ六段の腕前。死後、段位七段に昇段。1989年に日本アマチュア将棋連盟の機関誌『将棋ジャーナル』の発行を引き継ぐものの赤字が止まらず、1994年に同誌が廃刊となる。作家として復活したのは雑誌の発行により抱えた借金を返済するためであった。その後は『将棋ジャーナル』に書いていたコラムを『近代将棋』誌に移して執筆を続けた。1997年の『近代将棋』の継続危機にあたっては、ナイタイ・グループの圓山政則をスポンサーとして紹介した。
1989年、将棋ペンクラブ大賞「特別賞」受賞。2008年に将棋ペンクラブ大賞「功労賞」受賞。
バー経営者時代のある日、客として訪れていた俳優・高橋貞二から「横浜に飲みに行こう」と誘われた。その時別の客と将棋の途中だった団は「後から行く」と告げたが、高橋はその道中で事故死し、結果的に将棋に助けられる形となった。

### 家族
母は国木田独歩の長男、国木田虎雄と大正末年に結婚して1927年頃離婚、大阪で直木三十五の弟子となり香取幸枝の芸名で女優として活動後、松竹演芸部にいたシナリオライター志望の団の父と結婚した。
ジャズシンガーで女優の黒岩三代子は実妹。
父親違いの兄に、俳優の三田隆（国木田虎雄と団の母との息子）。
1962年頃から売れっ子SM作家になったことで最初の妻との生活にすれ違いが生じ、その後離婚。1975年の45歳の時に、15歳年下の演歌歌手・宮本安紀子（黒岩安紀子）と知り合って秘書にし、1984年に彼女と再婚した。
還暦を過ぎた頃に飼い始めたラブラドール・レトリバーに、“アリス”と名付けて愛情を注いだ。生涯最後の著書は、『愛人犬アリス』だった。

### 著名人との親交
とくに映画においては女優の谷ナオミと親交が深く、デビュー前から彼女を見出していた。
女優の愛染恭子とは30年ほど親交があり、彼女の写真集『緋櫻のお竜』では演出を担当した。
元プロボクサーで芸人のたこ八郎がアシスタントを務めていた時期もあり、神奈川県真鶴町の畑付き借家時代には鬼プロの社員だった。
官能小説家との親交も深く、同じくSM小説の大家である千草忠夫は『花と蛇』のファンであり、当時住んでいた神奈川県三浦市三崎町を訪問している。

### その他のエピソード
本人は、性に興味を持ち始めたのは小学3年生の頃としている。団の後妻・安紀子によると、「先生（団）は晩年まで『俺は作家やない』とおっしゃっていて、先生にとってSM小説はあくまで生活していくための商売道具でした。ですから先生自身がプライベートでSMをすることはなかったです（笑）」と回想している。
愚痴をほとんど零さない性格で、自分が酒を飲むことより人を集めて飲ませ、遊ばせるのが好きな人物だった。

## 作品リスト

### 30代
- 花と蛇
- やくざ天使 耽美館 1969
- 鬼六談義 芳賀書店 1970
- 天保女草紙 耽美館 芳賀書店 (発売) 1970
- 団鬼六SM映画作品集 1-2 耽美館 芳賀書店 (発売) 1970-1971

### 40代
- 鬼六写真メモ 耽美館 芳賀書店 (発売) 1972
- 緋縮緬博徒 桃園書房 1972
- 晴雨物語 譚奇会・三崎書房 1972 「伊藤晴雨物語」河出文庫
- 縄地獄 桃園書房 1972
- 黒薔薇夫人 桃園書房 1973 のち徳間文庫
- 花と狼 桃園書房 1973 のち文庫
- 番長流れ者 桃園書房 1974
- 深海魚 桃園書房 1974 「生贄」幻冬舎アウトロー文庫
- 白昼夢 桃園書房 1975 のち徳間文庫
- 新妻地獄 桃園書房 1975
- 妖美夫人 桃園書房 1975 のち文庫
- 黒い鬼火 桃園書房 1975 のち広済堂文庫
- 蝋人形 桃園書房 1976
- 夕顔夫人 桃園書房 1976 のち角川文庫、無双舎文庫
- 檻の中の妖精 桃園書房 1977.7 のち広済堂文庫
- 無残花物語 桃園書房 1977.2 のち幻冬舎文庫
- 肉体の賭け 桃園書房 1978.1 のち幻冬舎文庫
- 陰花の踊り 桃園書房 1978.8
- 闇の色事師 桃園書房 1978.11 「秘書」幻冬舎アウトロー文庫
- 幻想夫人 桃園書房 1979.1 のち富士見文庫、幻冬舎文庫
- 愛奴クラブ 桃園書房 1979.3 のち文庫
- 青い妖女 桃園書房 1979.5
- 妖花 桃園書房 1979.8
- 縄と肌 桃園書房 1980.1
- 愛の奴隷 笠倉出版社 1980.1 (ハスラー・ブック) のち徳間文庫
- お柳情炎 笠倉出版社 1980.2 (ハスラー・ブック) のち幻冬舎文庫
- 緊縛魔 笠倉出版社 1980.2 (ハスラー・ブック)
- 毒あざみ 笠倉出版社 1980.2 (ハスラー・ブック)
- 憂愁の麗人 東京三世社 1980.2 (ワシの本)
- 隠花夫人 笠倉出版社 1980.3 (ハスラー・ブック) のちマドンナメイト
- 悦楽化粧 東京三世社 1980.3 (ワシの本)
- 狼の痴戯 笠倉出版社 1980.4 (ハスラー・ブック) のちマドンナメイト
- 阿修羅 桃園書房 1980.4
- お竜地獄 東京三世社 1980.4 (ワシの本) のち無双舎文庫
- 花影夫人 東京三世社 1980.5 (ワシの本)
- 禁断の欲望 桃園書房 1980.6 「調教」(幻冬舎アウトロー文庫)
- 人妻しぐれ 東京三世社 1980.6 (ワシの本)
- 柔肌地獄 笠倉出版社 1980.7 (ハスラー・ブック)
- 純愛の檻 東京三世社 1980.7 (ワシの本)
- 色魔の季節 笠倉出版社 1980.8 (ハスラー・ブック)
- 地獄夫人 笠倉出版社 1980.8 (ハスラー・ブック)
- 鬼ゆり峠 第1－5巻 東京三世社 1980.8 (ワシの本) のち幻冬舎文庫
- 夜嵐のお絹 笠倉出版社 1980.9 (ハスラー・ブック)
- 恋獄夫人 東京三世社 1980.10 (ワシの本)
- 肉の顔役 桃園書房 1980.11 「紅薔薇夫人」勁文社 1994.3 幻冬舎文庫

### 50代
- 嘆きの天使 東京三世社 1981.2 (ワシの本)
- 花の魔像 東京三世社 1981.3 (ワシの本)
- 鞭と薔薇 東京三世社 1981.5 (ワシの本)
- 黒髪絵巻 桃園書房 1981.5 「黒髪情話」勁文社 1998.8
- 鬼六あぶらんだむ 笠倉出版社 1981.5 のちケイブンシャ文庫
- 蛇の穴 東京三世社 1981.6 (ワシの本) 「美人妻」幻冬舎文庫
- 肉の花宴 東京三世社 1981.7 (ワシの本) 「鬼の花宴」幻冬舎アウトロー文庫
- 倒錯の鬼火 東京三世社 1981.8 (ワシの本)
- 闇の寝室 東京三世社 1981.10 (ワシの本)
- 白狐のお藤 東京三世社 1981.11 (ワシの本) のち無双舎文庫
- 生贄夫人・縛る 二見書房 1981.12 (サラ・ブックス)
- 鬼六ポルノ最前線 笠倉出版社 1981.12 (Hustler book)
- 虎と妖精 東京三世社 1982.1 (ワシの本)
- 女学生辱す 東京三世社 1982.3 (ワシの本) のちグリーンドア文庫
- 黒髪貴婦人 東京三世社 1982.4 (ワシの本)
- 蒼いおんな 東京三世社 1982.5 (ワシの本) 「悪女」幻冬舎文庫
- 肉の紋章 桃園書房 1982.6 のちマドンナメイト
- 肉の顔役 完結編 桃園書房 1982.9 のち幻冬舎文庫
- 緋の花 東京三世社 1982.10 (Washi novels)
- 歎きの色事師 1983.2 (桃園新書)「人妻調教」マドンナメイト
- 情炎の旅路 笠倉出版社 1983.8
- 耽美夫人の告白 1984.3 (桃園新書)
- 妖艶夫人の告白 1984.6 (桃園新書)
- 人妻蟻地獄 日本出版社 1984.8 (Apple novels)
- 地獄の天使 ミリオン出版 「美人妻・監禁」マドンナメイト
- 黄昏の縄師 大和書房 1985.5 (団鬼六暗黒文学選集)
- 女教師・愛の檻 富士見書房 1985.8 (団鬼六全集)
- 修羅の門 日本出版社 1985.9 (Apple novels)
- 修羅の花道 東京三世社 1985.11 (ワシの本)
- 蛇のみちは 団鬼六自伝 白夜書房 1985.12 「SMに市民権を与えたのは私です」勁文社新書
- 憂愁夫人 東京三修社 1986.2 (ワシの本)
- 人妻嬲り 闇の色事師 1986.4 (マドンナメイト)
- 愛奴夫人 富士見書房 1986.7 (団鬼六全集)
- 生贄姉妹 1986.7 (グリーンドア文庫)
- 続黒髪絵巻 無残花の章 1986.10 (グリーンドア文庫)
- 蒼い果実 富士見書房 1987.3 (団鬼六全集)
- 淫縛貴夫人 1987.6 (グリーンドア文庫) 「飼育」幻冬舎アウトロー文庫
- 悪徳の華 東京三世社 1987-1988 (Washi novels)
- 闇の乱舞 桃園書房 「監禁」幻冬舎アウトロー文庫、原題徳間文庫
- 女優・志摩子 1988.2 (グリーンドア文庫)
- 鬼六将棋三昧 三一書房 1988.5 (三一将棋シリーズ)
- 凌辱の祭壇 1988.11 (グリーンドア文庫)
- 果たし合い 三一書房 1989.9 (三一将棋シリーズ)
- 生贄の檻 1990.7 (グリーンドア文庫)

### 60代
- 日本の名随筆 別巻 8 将棋（編）作品社 1991.10
- 新夕顔夫人 太田出版 1993.9
- 米長邦雄の運と謎 運命は性格の中にある 山海堂 1994.4 のち幻冬舎文庫
- 貴夫人被虐開股台 1995.2 (マドンナメイト)
- 真剣師小池重明 “新宿の殺し屋"と呼ばれた将棋ギャンブラーの生涯 イースト・プレス 1995.3 のち幻冬舎文庫、小学館文庫
- 鬼六人生三昧 三一書房 1995.6
- 鬼六将棋鑑定団 毎日コミュニケーションズ 1996.1
- 外道の群れ 責め絵師伊藤晴雨をめぐる官能絵巻 朝日ソノラマ 1996.5
- 異形の遊戯。 ワニマガジン社 1996.7
- 「わ印」名作集（編）イースト・プレス 1996.7 (幻の性資料 第1巻)
- 鬼六の不養生訓 朝日ソノラマ 1996.7
- 「真剣師」小池重明疾風三十一番勝負 宮崎国夫共著 幻冬舎 1996.7 のち文庫
- 美少年 新潮社 1997.5 のち文庫、「不貞の季節」文春文庫
- 妖女 勁文社 1997.6
- 緋の花 徳間書店 1998.3
- 緋櫻のお駒 太田出版 1998.3 のち無双舎文庫
- 陽炎のお艶 太田出版 1998.7 のち無双舎文庫
- 告白 ベストセラーズ 1998.8
- 色欲是空 徳間書店 1998.9
- 女学生 1998.10 (幻冬舎アウトロー文庫)　※後の2005年に西野翔主演で映画化、DVD版も発売された
- 鬼六の将棋十八番勝負 昭和・平成の強者たちに王手 KSS出版 1999.3 のち小学館文庫
- 最後の浅右衛門 幻冬舎 1999.6 のち文庫
- 檸檬夫人 新潮社 1999.6 のち文庫
- 外道の女 講談社 1999.7 のち文庫
- 蒼い鬼火 ぴいぷる社 1999.9 (かんのうシリーズ)
- 幻花の部屋 1999.10 (廣済堂文庫)
- 異形者 徳間書店 1999.10
- 曼陀羅の女 徳間書店 1999.12
- アナコンダ 2000.3 (幻冬舎アウトロー文庫)
- 異形の宴 責め絵師伊藤晴雨奇伝 朝日ソノラマ 2000.4 のち幻冬舎文庫
- 空蝉の女 2000.5 (マドンナメイト)
- 怪老の鱗 奇人・変人交遊録 光文社 2000.6
- 情華の宴 2000.7 (マドンナメイト)
- 大穴 角川春樹事務所 2000.8
- 異常の季節 辰巳出版 2000.11 「肉の輪舞」ベストロマン文庫、河出文庫

### 70代
- 一期は夢よ、ただ狂え マガジンハウス 2001.10
- 奴隷船 新潮社 2002.5 のち無双舎文庫
- 最後の愛人 新潮社 2003.10 のち無双舎文庫
- 生きかた下手 自伝小説集 文藝春秋 2004.3
- 牛丼屋にて 自薦エッセイ集 バジリコ 2004.4
- 新・修羅の花道 太田出版 2005.1
- 快楽なくして何が人生 2006.11 (幻冬舎新書)
- 枯木に花が バジリコ 2007.8
- 我、老いてなお快楽を求めん 鬼六流駒奇談 講談社 2008.4
- 地獄花 祥伝社 2008.12 のち文庫
- SかMか 体の闇がわかる本 朝日新聞出版 2008.12
- ただ遊べ帰らぬ道は誰も同じ 団鬼六語録 2009.3 (祥伝社新書)
- 往きて還らず 新潮社 2009.7
- 悦楽王 講談社 2010.2
- シルバー世代の性愛学 2010.6 (ベスト新書)
- 死んでたまるか 自伝エッセイ 講談社 2010.11　のちちくま文庫
- 鬼ゆり峠
  - 原作のドラマ化したVシネ
- 女学生
- 手術は、しません―父と娘の「ガン闘病」450日― 新潮社 2011.8
- 落日の譜 雁金準一物語 筑摩書房（「ちくま」に連載、2001-2004、単行本2012）
- 愛人犬アリス ブックマン社 2011.8 (絶筆作品)
- 団鬼六 珍談・奇談エッセイ傑作選1 アナコンダ 団鬼六事務所 2013.6
- 団鬼六 珍談・奇談エッセイ傑作選2 純情二重奏 団鬼六事務所 2013.6
- 団鬼六 珍談・奇談エッセイ傑作選3 ＳＭ怪談 団鬼六事務所 2013.7

## TV出演
- 平成名物TVヨタロー（TBS系 1990年4月28日～1991年4月6日）

## 団鬼六賞
団鬼六賞（だんおにろくしょう）は、官能小説を対象とする公募新人文学賞。全2回。受賞作は出版された。
第1回優秀作の『花鳥籠』は映画化された。

### 受賞作一覧
| 回（年）        |                                                   | 受賞・候補作 | 著者       | 初刊                           | 文庫化                          |
| --------------- | ------------------------------------------------- | ------------ | ---------- | ------------------------------ | ------------------------------- |
| 第1回（2010年） | 大賞                                              | 『花祀り』   | 花房観音   | 2011年4月 エイチエス           | 2013年2月 幻冬舎文庫            |
| 第1回（2010年） | 優秀作                                            | 『花鳥籠』   | 深志美由紀 |                                | 2011年6月 エイチエス 悦の森文庫 |
| 第1回（2010年） | 【選考委員】 団鬼六、重松清、高橋源一郎、睦月影郎 |              |            |                                |                                 |
| 第2回（2012年） | 大賞                                              | 『蝮の舌』   | うかみ綾乃 | 2012年7月 小学館クリエイティブ |                                 |
| 第2回（2012年） | 優秀作                                            | 『淫府再興』 | 沢里裕二   |                                | 2013年2月 講談社文庫            |
| 第2回（2012年） | 【選考委員】 藍川京、石田衣良、高橋源一郎         |              |            |                                |                                 |